# フース・ホフムート
フース・ホフムート（Guus Hoogmoed、1981年9月27日 ‐ ）は、オランダ・ユトレヒト出身で短距離走が専門の元陸上競技選手。100mの自己ベストは10秒15の元オランダ記録保持者。2003年パリ世界選手権男子4×100mリレーの銅メダリスト（予選のみ出場）である。

## 経歴
12歳の時に陸上競技を始めた。
2003年8月、パリ世界選手権の男子4×100mリレー予選でオランダチーム（Timothy Beck、トロイ・ダグラス、パトリック・ファン・バルコム、ホフムート）のアンカーを務め、38秒72のオランダ記録（当時）を樹立しての準決勝進出に貢献したが、準決勝での出番はなかった。オランダは最終的に銅メダルを獲得し、予選を走ったホフムートもメダルを手にした。
2005年3月、ヨーロッパ室内選手権の男子200m予選を自己ベストとなる20秒81で突破。準決勝でも自己ベストに迫る20秒86をマークしたが、決勝では21秒12とタイムを落として4位に終わり、0秒08差でメダルを逃した。
2005年8月、ヘルシンキ世界選手権の男子100mと200mに出場するも、ともに2次予選で敗退した。
2007年6月23日、ヨーロッパカップ・ファーストリーグの男子100m決勝でオランダ記録（当時）となる10秒15（+1.9）をマークした。
2012年7月7日、自身の公式サイトで現役引退を表明した。

## 自己ベスト
記録欄の（　）内の数字は風速（m/s）で、+は追い風、-は向かい風を意味する。
| 種目 | 記録           | 年月日        | 場所           | 備考           |
| 屋外 | 屋外           | 屋外          | 屋外           | 屋外           |
| ---- | -------------- | ------------- | -------------- | -------------- |
| 100m | 10秒15 (+1.9)  | 2007年6月23日 | ヴァーサ       | 元オランダ記録 |
| 200m | 20秒48 (-0.5)  | 2007年7月1日  | アムステルダム |                |
| 200m | 20秒41w (+2.4) | 2005年7月10日 | アムステルダム | 追い風参考記録 |
| 300m | 32秒75         | 2007年5月20日 | ブレーメン     |                |
| 400m | 47秒13         | 2003年8月9日  | ユトレヒト     |                |
| 室内 |                |               |                |                |
| 60m  | 6秒75          | 2006年2月18日 | ヘント         |                |
| 200m | 20秒81         | 2005年3月5日  | マドリード     |                |

## 主要大会成績
備考欄の記録は当時のもの
| 年   | 大会                      | 場所             | 種目    | 結果    | 記録          | 備考                    |
| ---- | ------------------------- | ---------------- | ------- | ------- | ------------- | ----------------------- |
| 2003 | ヨーロッパU23選手権 (en)  | ブィドゴシュチュ | 200m    | 8位     | 20秒98 (+0.7) |                         |
| 2003 | 世界選手権                | パリ             | 4x100mR | 予選    | 38秒72 (4走)  | 準決勝進出 オランダ記録 |
| 2005 | ヨーロッパ室内選手権 (en) | マドリード       | 200m    | 4位     | 21秒12        |                         |
| 2005 | 世界選手権                | ヘルシンキ       | 100m    | 2次予選 | 10秒51 (-1.2) |                         |
| 2005 | 世界選手権                | ヘルシンキ       | 200m    | 2次予選 | 21秒26 (-1.9) |                         |
| 2006 | ヨーロッパ選手権          | ヨーテボリ       | 200m    | 準決勝  | 20秒80 (+1.1) |                         |
| 2006 | ヨーロッパ選手権          | ヨーテボリ       | 4x100mR | 8位     | 39秒64 (3走)  |                         |
| 2007 | 世界選手権                | 大阪             | 200m    | 2次予選 | 21秒32 (+0.9) |                         |
| 2008 | オリンピック              | 北京             | 4x100mR | 決勝    | DQ (2走)      |                         |
| 2009 | 世界選手権                | ベルリン         | 4x100mR | 予選    | 38秒95 (3走)  |                         |